# タクリン
タクリン(Tacrine)は、中枢に作用するコリンエステラーゼ阻害剤であり、間接的なコリン作用性薬（副交感神経作用薬）である。アルツハイマー病の治療のための中枢作用性コリンエステラーゼ阻害剤として初めて認可され、Cognexの商標名で販売された。タクリンは、シドニー大学のアドリエン・アルバートによって初めて合成された。また、ヒスタミン-N-メチルトランスフェラーゼの阻害剤としても作用する。

## 臨床利用
タクリンは、アルツハイマー病の治療のための原型的なコリンエステラーゼ阻害剤である。ウィリアム・サマーズは、この用途の特許(US Patent No. 4,816,456)を受けている。研究により、認知等に対しては少ししか効果がないことが示唆されたが、 研究データは限られており、この発見の妥当性については、はっきり分かっていない。
アメリカ合衆国では、もう販売は行われていない。
2007年のシステマティックレビューは撤回された論文だが、有用な治療法だという証拠を発見できなかったという内容であった。

## 副作用
非常に一般的（10%以上）な副作用
肝機能検査の向上、むかつき、吐き気、下痢、頭痛、めまい
一般的（1-10%）な副作用
消化不良、おくび、食後の腹痛、筋肉痛、精神錯乱、運動失調、不眠症、鼻炎、発疹、疲労、体重減少、便秘、眠気、震え、不安感、尿失禁、幻覚、興奮、結膜炎（タクリン治療との関係は未証明）、発汗
珍しい（1%以下）副作用
肝毒性、中毒性難聴、発作、無顆粒球症（タクリン治療との関係は未証明）、味覚の変化
未知の副作用
尿路感染症、狂乱状態、緑内障や白内障等の眼疾患（タクリン治療との関係は未証明）、うつ、自殺衝動、低血圧症、徐脈
過量摂取
上記のように、タクリンの過量摂取は、むかつき、吐き気、流涎、発汗、徐脈、低血圧症、衰弱、痙攣等の重篤な副作用が発生する可能性が上昇する。過量摂取の治療は、アトロピンが一般的である。

## 薬物動態
主に肝臓で、CYP1A2によりベンジル炭素がヒドロキシル化された。これにより、活性を保持したベルナクリン（1-ヒドロキシタクリン）が形成される。